# Port-Harcourt
Port-Harcourt è una delle aree a governo locale (local government areas) in cui è suddiviso lo stato di Rivers, nella Repubblica Federale della Nigeria.
Conta una popolazione di 541.115 abitanti.